# Akizuki-Klasse (1960)
Die Akizuki-Klasse (japanisch あきづき型護衛艦 Akizuki-gata goeikan) war eine Klasse aus zwei Zerstörern der japanischen Maritimen Selbstverteidigungsstreitkräfte (JMSDF). Sie ist die zweite Klasse mit diesem Namen in einer japanischen Marine. Namensvorgänger war eine Zerstörer-Klasse von 1942.

## Einheiten
| Kennung                   | Name                                | Bauwerft      | Kiellegung      | Stapellauf    | Indienststellung | Außerdienststellung |
| ------------------------- | ----------------------------------- | ------------- | --------------- | ------------- | ---------------- | ------------------- |
| DD-161/ ASU-7010          | Akizuki (秋月, „Herbstmond“)        | MHI, Nagasaki | 31. Juli 1958   | 26. Juni 1959 | 13. Februar 1960 | 7. Dezember 1993    |
| DD-162/ ASU-7012/ TV-3504 | Teruzuki (照月, „scheinender Mond“) | MHI, Kōbe     | 15. August 1958 | 24. Juni 1959 | 29. Februar 1960 | 27. September 1993  |

## Technik

### Rumpf und Antrieb
Der Rumpf eines Zerstörers der Akizuki-Klasse war 118 Meter lang, 12 Meter breit und hatte bei einer maximalen Verdrängung von 2.936 Tonnen einen Tiefgang von 4,0 Metern.
Der Antrieb erfolgte durch zwei Getriebeturbinen mit vier Dampfkesseln, mit welcher eine Gesamtleistung von 45.000 PS (33.097 kW) erreicht wurde. Die Leistung wurde an zwei Wellen mit je einer Schraube abgegeben. Die Höchstgeschwindigkeit betrug 32 Knoten (59 km/h).

### Bewaffnung
Die Artilleriebewaffnung bestand aus drei 5-Zoll-(127-mm)-Mk.16-Geschützen in Einzeltürmen und vier 3-Zoll-(76-mm)-Mk.22-Geschützen in Doppellafette. Die U-Jagdsausrüstung bestand aus einem Werfer für RUR-4-Anti-U-Boot-Raketen, zwei Hedgehog-Werfern, zwei Ablaufschienen für Wasserbomben und sechs Anti-U-Boot-Torpedos Mk.2 in Drillingstorpedorohren.

## Besatzung
Die Besatzung hatte eine Stärke von 330 Mann.